# Ataíde Lima Bastos
Ataíde Lima Bastos (Cuiabá, 29 de novembro de 1896 - ?) foi um médico e político brasileiro. Representou o estado de Mato Grosso na Câmara de Deputados entre os anos de 1951 e 1958.

## História
Formado como médico pediatra pela Faculdade de Medicina e Farmácia do Rio de Janeiro exerceu sua profissão em Cuiabá na Escola Industrial trabalhando também no Departamento de Saúde Estadual e do Serviço Sanitário Rural. Fez parte da Associação Médica de Mato Grosso. Foi também professor do Ginásio do Estado e da Escola Normal.
Como político foi eleito deputado federal nas eleições de outubro de 1950, pela União Democrática Nacional (UDN), representando o seu estado natal em diversos períodos até setembro de 1958.
A cidade de Cuiabá homenageou o político, dando seu nome a Rua Doutor Ataídes Lima Bastos.